# Нарвский мост Дружбы
На́рвский мост Дру́жбы (также На́рвский городско́й мост; эст. Narva Sõpruse sild — «Сыпрус») — пешеходно-автомобильный мост, один из двух действующих современных мостов, перекинутых через реку Нарва. Связывает город Нарва в уезде Ида-Вирумаа в северо-восточной Эстонии с Ивангородом в Ленинградской области Российской Федерации. Часть автотрассы А180 европейского маршрута E 20.

## История
При отступлении Красной Армии 17 августа 1941 гранитный мост, действовавший здесь с 1829 года, был взорван. В 1945 году Красная армия воссоздала на месте взорванного временный деревянный мост с тремя опорами.
Современный мост был возведён в 1957—1960 годах из монолитного железобетона на границе ЭССР и РСФСР. Открыт в октябре 1960 года. Длина моста составляет 162 м, ширина проезжей части достигает 17,2 м, из которых на дорожное полотно приходится 12 м. Полос движения две. Мост имеет пять пролётов.
В 1991 году, в связи с распадом СССР, мост надвое поделила российско-эстонская граница, проходящая по фарватеру Нарвы.
11 января 2011 года мост был вновь торжественно открыт после капитального ремонта. Также через реку перекинут и отдельный Нарвский железнодорожный мост.
С 1 февраля 2024 года, в связи с реконструкцией российского пограничного терминала, мост был закрыт для автомобильного движения.
Во второй половине 2025 года на эстонской части моста с целью повышения безопасности пограничного пункта были установлены металлические ворота, перекрывающих автомобильную полосу пересечения границы.

## Туризм
Мост Дружбы расположен между двумя главными достопримечательностями Принаровья. На российской стороне он упирается в полуостров, на котором расположена Ивангородская крепость. Со стороны Эстонии высится Нарвская крепость. При этом именно с российской стороны без пересечения границы удобно обозревать многие достопримечательности Нарвы, к которым относятся замок Германа, Александровская лютеранская церковь и Нарвский Воскресенский собор. Ежегодно в первые дни лета Нарвская горуправа и Комитет по культуре Санкт-Петербурга совместно с петербургским театром «Балтийский дом» проводят в Ивангороде фестиваль «Мост дружбы».

## Перспективы
Из-за низкой пропускной способности мост не рассчитан на высокую нагрузку со стороны транзитного потока грузовых машин. В 2000-х годах Россия и Эстония вели переговоры о строительстве второго автомобильного моста через Нарву. Режим пересечения моста остаётся довольно сложным и для потока трансграничных туристов.

## Панорама

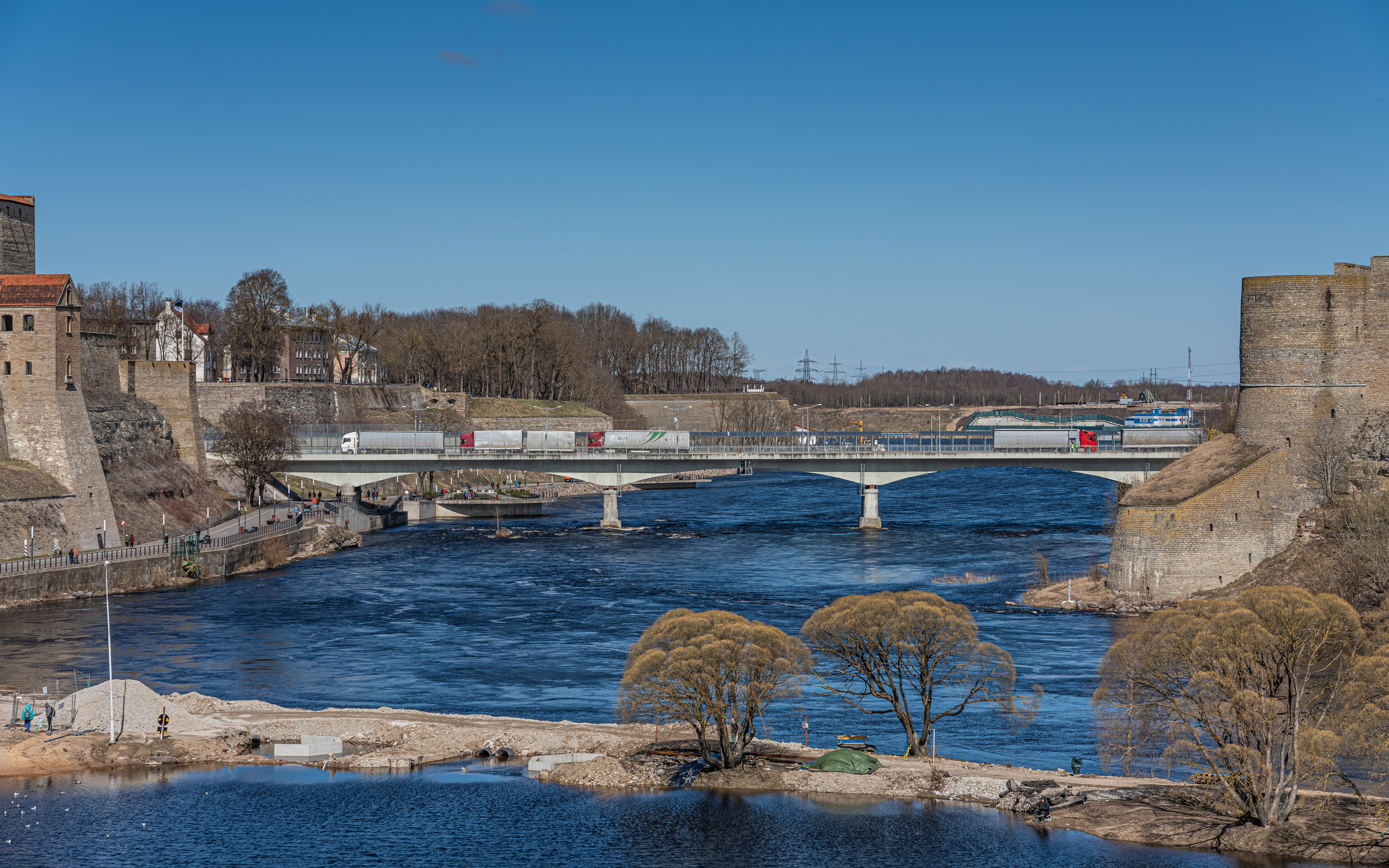
Вид на мост.
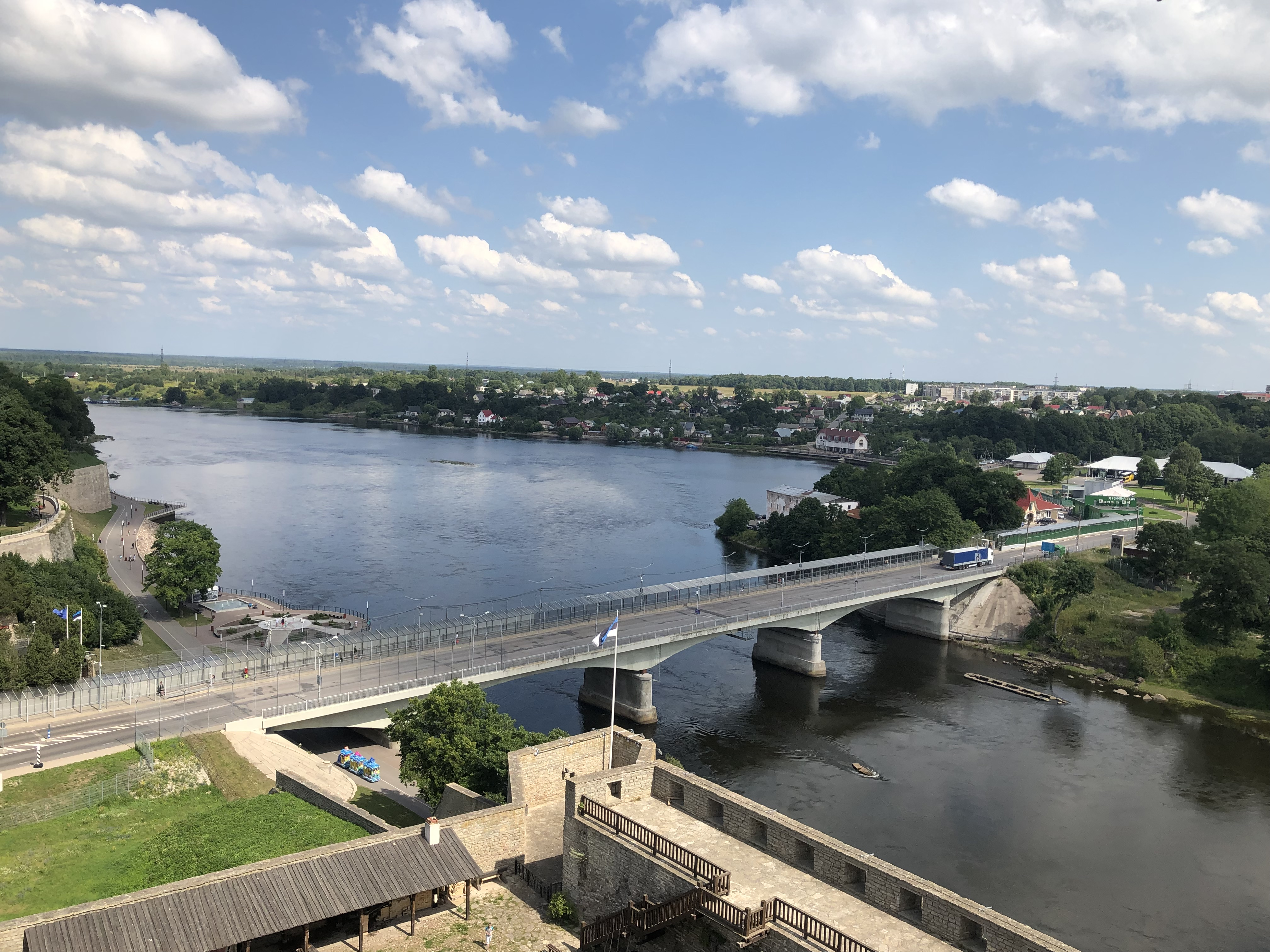
Вид на мост и нарвский променад с башни замка Германа.
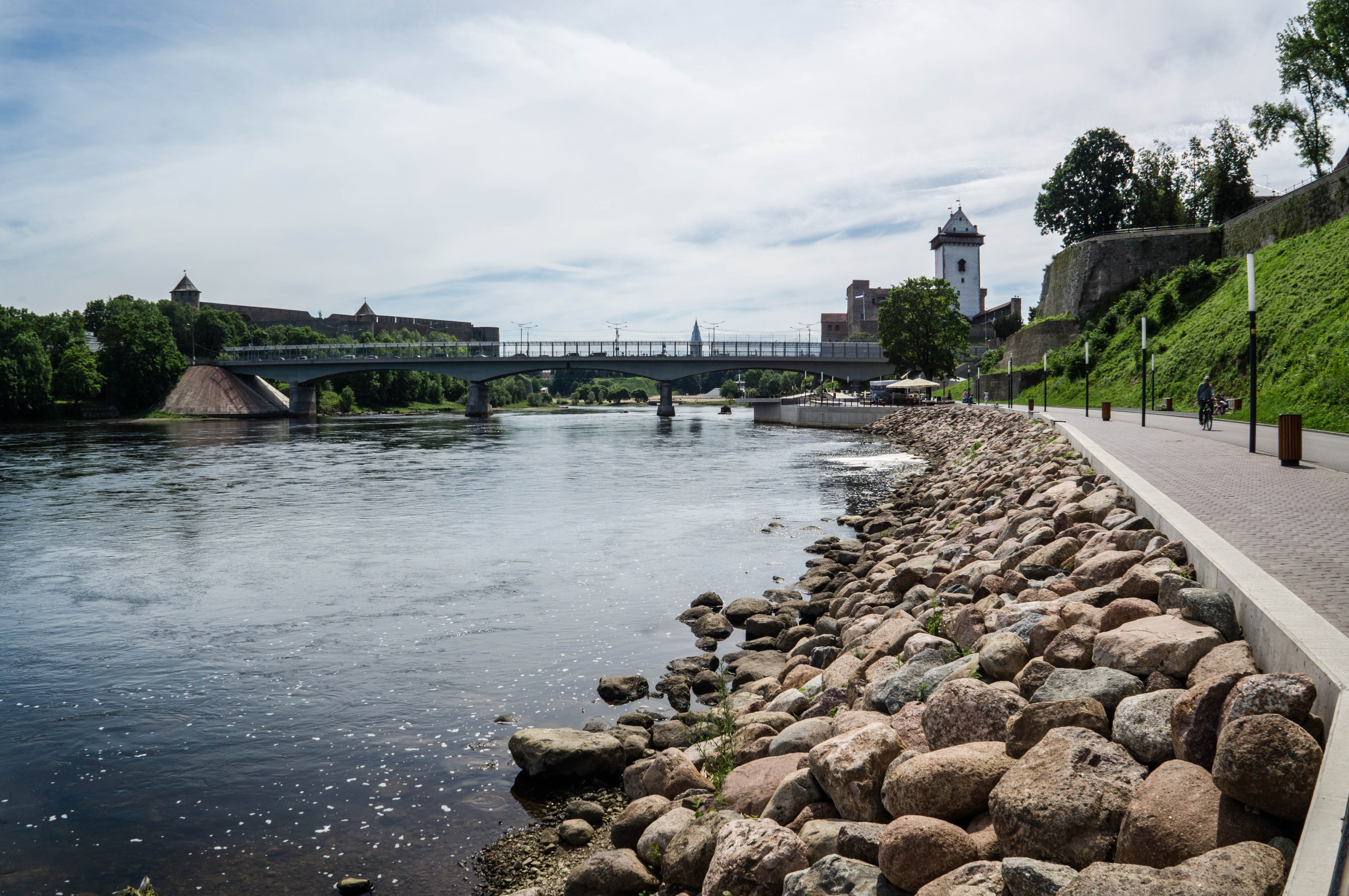
Нарвский мост Дружбы и нарвский променад.